# HD 201852
HD 201852，又名CD-3614676，SAO 212800、HR 8108，是一颗恒星，视星等为5.96，位于銀經7.22，銀緯-43.34，其B1900.0坐标为赤經21h 7m 4.2s，赤緯-36° -43.34′ 4″。